# 贝蒂·戴维斯
贝蒂·戴维斯（英語：Bette Davis，1908年4月5日—1989年10月6日），原名露丝·伊丽莎白·戴维斯（英語：Ruth Elizabeth Davis），美国电影、电视和戏剧女演员，两度荣获奧斯卡最佳女主角奖。
在百老汇音乐剧登台演出后不久，戴维斯于1930年搬到好莱坞居住，然而她早期为环球影业所拍摄的电影並不成功。1932年，她成為了华纳兄弟电影公司的合約演員，拍摄了多部电影，廣受讚賞。1937年，她离开公司，寻求独立发展，尽管在这场著名的官司中她败诉，却也是她演艺生涯中最成功阶段的开始。1940年代末期，她已经是美国电影界顶尖的女演员之一。她的表演充满激情，事事追求完美。为了能夠具體塑造角色而经常与制片人、导演和其他演员深入探讨，甚至发生争执，并经常被报道。她直率的个性、清脆的嗓音和叼着香烟的形象经常被效仿和挖苦；「Bette Davis eyes」是1980年代美國流行音樂排行榜的冠軍歌，訴說贝蒂·戴维斯時而嬌媚，時而潑辣的非凡眼神演技，廣受美國人歡迎且已成為20世紀流行文化著名代表之一。
戴维斯是美国电影艺术与科学学会第一位担任主席職位的女性。她是第一位得到10次奥斯卡最佳女主角提名的演员，也是第一位获得美国电影学会颁发的AFI终身成就奖的女演员。她的演艺生涯几经起伏，演绎了超过100个电影、电视和戏剧角色。她一生结婚四次，其中守寡一次，离婚三次，并以单身母亲的身分独立抚养孩子。她的晚年疾病缠身，然而直至因乳腺癌復发去世不久前她还坚持表演。

## 早期演艺生涯
露絲·伊丽莎白·戴维斯出生于美国马萨诸塞州，是父母哈洛·莫雷尔·戴维斯和露丝·奥古斯塔的掌上明珠。贝蒂（Betty）是她童年时期的昵称。1909年10月25日，她的妹妹芭芭拉出生。这个家庭融合了英国、法国和威尔士血统。1915年，戴维斯的父母离异。1921年，母亲露丝·戴维斯带着两个女儿搬到了纽约，并找到了一份摄影师的工作。贝蒂在观看鲁道夫·瓦伦蒂诺在电影《启示录四骑士》和玛丽·毕克馥在电影《小公爵》的表演后，就立志成为一个演员，并根据巴尔扎克的小说《贝姨》（La Cousine Bette，直译为“贝蒂表妹”）将自己的名字拼写由改为。她的想法得到了母亲的支持。

贝蒂的中学时代在马萨诸塞州阿什本汉姆的一所寄宿学校库欣高中度过，在那里她结识了未来的丈夫哈蒙·纳尔逊。1926年，她观看了布兰奇·尤卡和佩格·恩特威斯尔出演的挪威剧作家亨利·易卜生的作品《野鸭》，更坚定了她成为演员的决心。后来贝蒂回忆起当时的情景说：
|  | 在演出开始前，我想成为一个演员。当演出结束后，我必须成为一个演员……就象佩格·恩特威斯尔一样。 |

她尝试加入伊娃·高丽安创办的曼哈顿城市剧团，但是遭到拒绝，高丽安形容她的态度毫无诚意。最后她被约翰·缪勒·安德森戏剧学院录取，在那里她系统地学习了表演，还师从玛莎·葛兰姆，学习了舞蹈。
贝蒂参加了乔治·丘克的戏剧公司的面试，并她得到了生平第一份和演艺相关的工作，作为合唱团的一员，为时一周。后来她得到了另一个演出机会——扮演黑德维格，也就是恩特威斯尔在《野鸭》內饰演的角色。在费城、华盛顿和波士顿巡回演出后，1929年，贝蒂初次在百老汇登台演出，先后出演《破碎的盘子》（Broken Dishes）和《紮實的南方》（Solid South）內的角色。一个环球影业的星探注意到了她的表演，邀请她到好莱坞试镜。

## 从舞台到銀幕

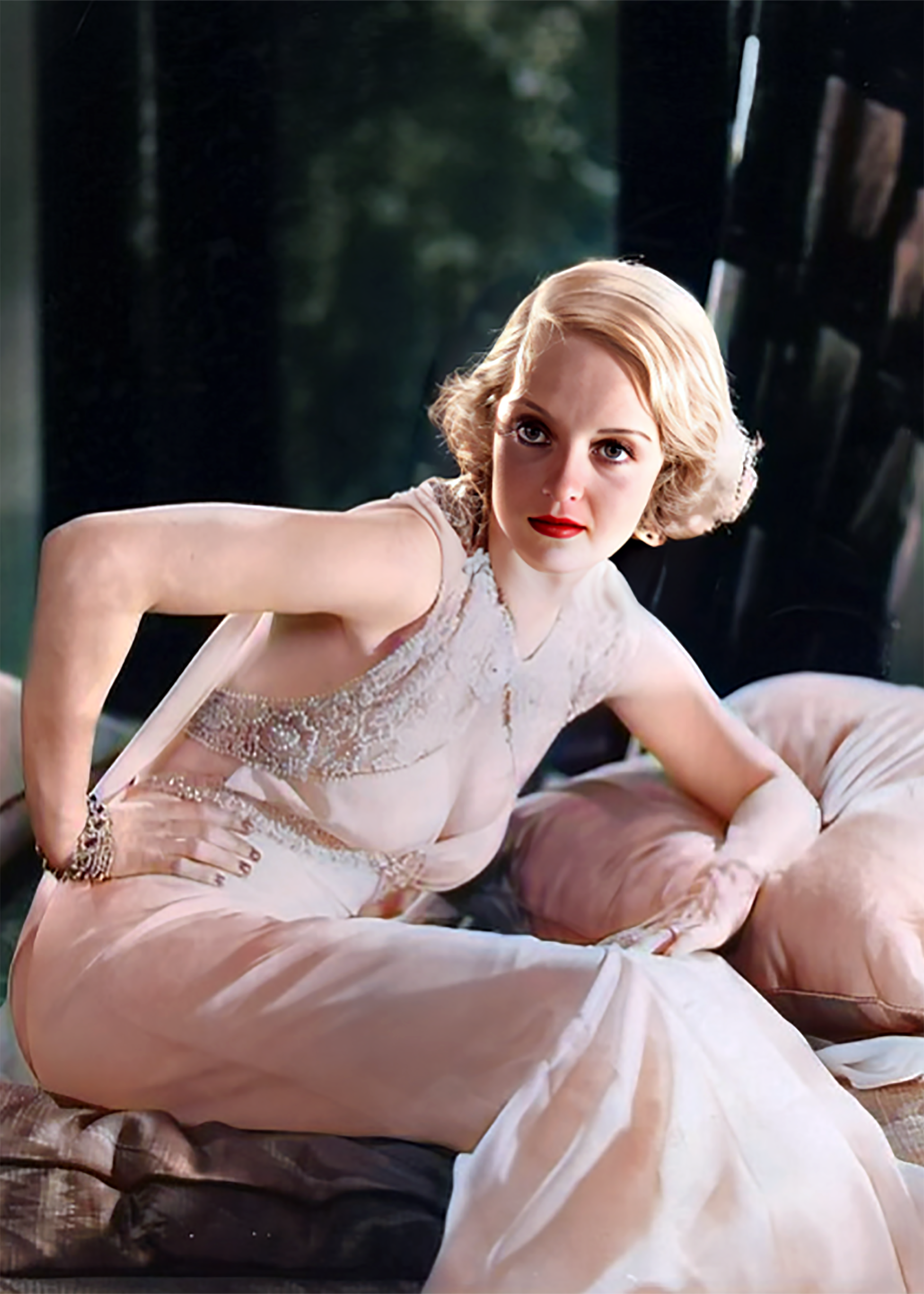
1933年影片《夜合花》著色剧照

在母亲的陪伴下，1930年12月13日，贝蒂乘坐火车来到好莱坞。后来讲述这段经历时，贝蒂说当时她很惊讶没有人在车站接她；实际上，电影公司去车站迎接她的人觉得整个站台没有一个人像女演员而离开了。贝蒂因此错失了第一次试镜的机会，不过之后她又得到了几次试镜机会。1971年接受迪克·卡维特的采访时，贝蒂对这段经历颇有微词，“我完全是一个新人，而他们让我躺在一张长椅上，和15个男人试镜……他们都躺在我的身上，热吻我。欧，我想我快要死了。我只是想我快要死了。”另一次试镜，贝蒂匆忙地套上一件不合身的低领衣服，被导演威廉·惠勒当众取笑，“你们怎么看待这些以为露着脖子就可以得到工作的女士？”环球影业的老板卡尔·拉姆勒决定解聘贝蒂，但是摄影师卡尔·弗劳德说贝蒂有双迷人的眼睛，很适合影片《濫情妹妹》（The Bad Sister）的角色，这部片子后来成为贝蒂银幕处女作。当她无意中听到主制片人小卡尔·拉姆勒和别人谈论她与影片的另一个演员斯利姆·萨默维尔一样有着性感的外表时，她紧张的情绪更加严重。最终电影没有成功，同样她在下一部电影《負心郎》（Seed）中的表演也没有引起观众的注意。
环球影业和贝蒂续签了三个月的合同，1931年，她出演了影片《魂断蓝桥》（该片于1940年重拍）。之后贝蒂被租借给其它公司，1932年相继为哥伦比亚影业拍摄了《危机》（The Menace），为首都影业拍摄了《地獄之家》。在9个月内出演了6部不成功的影片后，拉姆勒决定不再和贝蒂续签合同。
1932年，乔治·阿利斯邀请贝蒂担任《扮演上帝的男人》（The Man Who Played God）的女主角。后来贝蒂认为正是阿利斯的帮助，使她在好莱坞获得成功。《星期六晚报》的文章写道，“她不仅美丽，而且具有魅力”，并将贝蒂与康斯坦斯·贝内特和奥莉夫·博登相提并论。华纳兄弟电影公司和她签了5年合同。
1932年，贝蒂和纳尔逊结婚，纳尔逊每周收入100美元，而贝蒂则是1000美元，这使纳尔逊感到很大压力。戴维斯在一次访问中承认了这种情况，同时也指出在好莱坞很多妻子比丈夫挣得多，但是纳尔逊表现得比较极端，他不允许贝蒂购买房子直到他能支付得起为止。

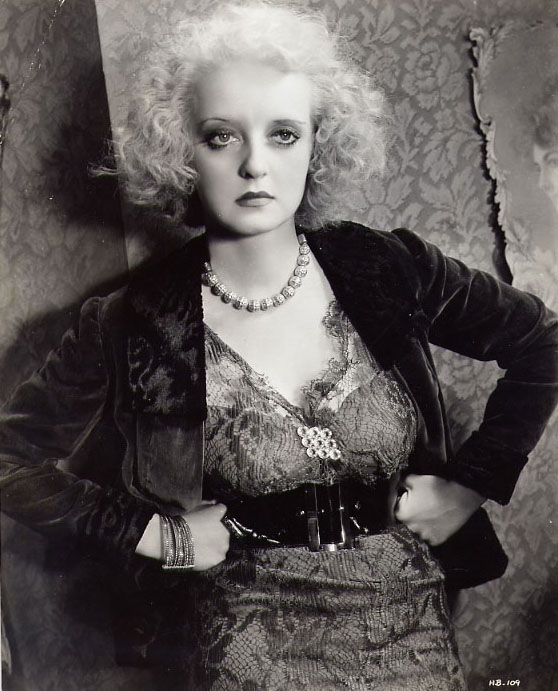
戴维斯在1934年影片《名士殉情记》饰演泼妇，广受好评

在饰演了20多个电影角色后，1934年戴维斯参加影片《名士殉情记》的拍摄，饰演恶毒而堕落的米尔德里德·罗杰斯，这部影片使戴维斯的演技第一次得到肯定。很多女演员不愿意扮演冷漠的反面角色，但是戴维斯认为这是表现自己演技的好机会，可以充分展现出自己胜任多种角色的能力。该片的另一位主演莱斯利·霍华德，在影片开拍的时候还瞧不起戴维斯，但是随着影片的拍摄，他慢慢改变了自己的看法。后来他高度讚揚了戴维斯的演技。该片导演约翰·克伦威尔，允许戴维斯在表演时自由发挥，并评价道：“我让贝蒂自己体会角色，我相信她的直觉。”戴维斯坚持要求逼真地表演死亡的那场戏，“最后一场戏，我希望能表现出肺結核、贫穷、孤独而且不再美丽，这样才令人信服。”
影片上映后大获成功，戴维斯挑战性的角色获得了评论家的高度評價，《生活杂志》认为“可能是美国女演员在电影史上演绎得最成功的角色”。戴维斯原本期望华纳兄弟能因此让她扮演更重要的角色，但是华纳兄弟并没有让她出演哥伦比亚影业的影片《一夜风流》（It Happened One Night），而是让她参加音乐剧《家庭主妇》（Housewife）的演出。
当年的奥斯卡金像奖没有提名戴维斯在《名士殉情记》的杰出表演，《好莱坞评论报》质疑了提名的疏忽。奥斯卡最佳女主角的提名者瑙玛·赫拉也加入了要求补充提名戴维斯的活动。最后学院主席霍华德·艾斯特布鲁克在舆论压力下发表声明：“所有投票的人，可以在选票写下他认为最合适的人选。”这种情况在整个奥斯卡历史上只出现了一次，不是官方正式提名而是候选而已。该届奥斯卡最佳女主角奖由《一夜风流》的主演克劳黛·考尔白获得。但是这次事件改变了之后奥斯卡的投票程序，奥斯卡提名由原来的几个人的委员会决定改为由一个特别的部门所有成员投票，结果由普华永道会计师事务所统计。
1935年，戴维斯在电影《女人女人》中饰演一个麻烦不断的女演员，再次获得好评。E·阿诺特·罗伯特森撰文“我想如果贝蒂·戴维斯生活在两三百年前，她会被认为是女巫而烧死。她拥有日常世界常人没有的能力。”《纽约时报》则认为戴维斯“开始成为最令人关注的女演员之一”。她以此片获得了该年的奥斯卡最佳女主角奖，尽管这个奖项来迟了一年。
1936年，戴维斯和莱斯利·霍华德以及亨弗莱·鲍嘉联合主演《化石森林》（The Petrified Forest），该片为鲍嘉第一个重要角色。之后两年，戴维斯出现在数部影片中，不过均迴响平平。

## 合約纠纷
1936年，戴维斯觉得如果自己继续出演歌舞片，演艺生涯就会走下坡路，因此她参加了两部在英国拍摄的电影。当她知道自己这么作违反了和华纳公司的合約后，戴维斯飞到加拿大来逃避法律纠纷。后来在英国开庭审理此案，华纳兄弟的代表律师帕特里克·黑斯廷斯对法庭说：“她不是一个调皮的年轻女子，她要求更多的钱。”戴维斯个人认为她的合約就像奴隶一样，黑斯廷斯对此予以反驳，强调戴维斯的工资是1350美金一周，并评价道：“如果有人愿意在支付我酬劳的前提下永远奴役我，我会考虑。”英国的媒体并没有支持戴维斯，而是将她描绘成贪得无厌，忘恩负义的人。戴维斯对记者说：
|  | 我知道，如果我继续出演歌舞片，我的人生不再有值得我拼搏的目标。 |

戴维斯的律师陈述了戴维斯的抗议，认为有可能因为她拒绝出演一些角色而停薪，并被迫延长合約，有可能必须饰演一些违背她人生信念的角色，甚至包括支持和她政见不同的政党。杰克·华纳证实了这一点，有人问他：“任何你叫她去演的角色，只要她认为她可以演，不管角色是否令人不愉快或者简单，她都得演吗？”华纳回答：“是的，她必须演。”
最后，英格兰最高法庭对此案做出判决，戴维斯败诉。她返回好莱坞，债务缠身，没有薪水，一切重新开始。1943年，奥丽维亚·德哈维兰也遇到了相似的一场官司，以胜诉告终。

## 华纳兄弟第四人
1937年，戴维斯出演影片《傑出的女性》，在片中饰演一个妓女。该片和戴维斯的表演受到了高度赞扬，奠定了她第一流女演员的地位。

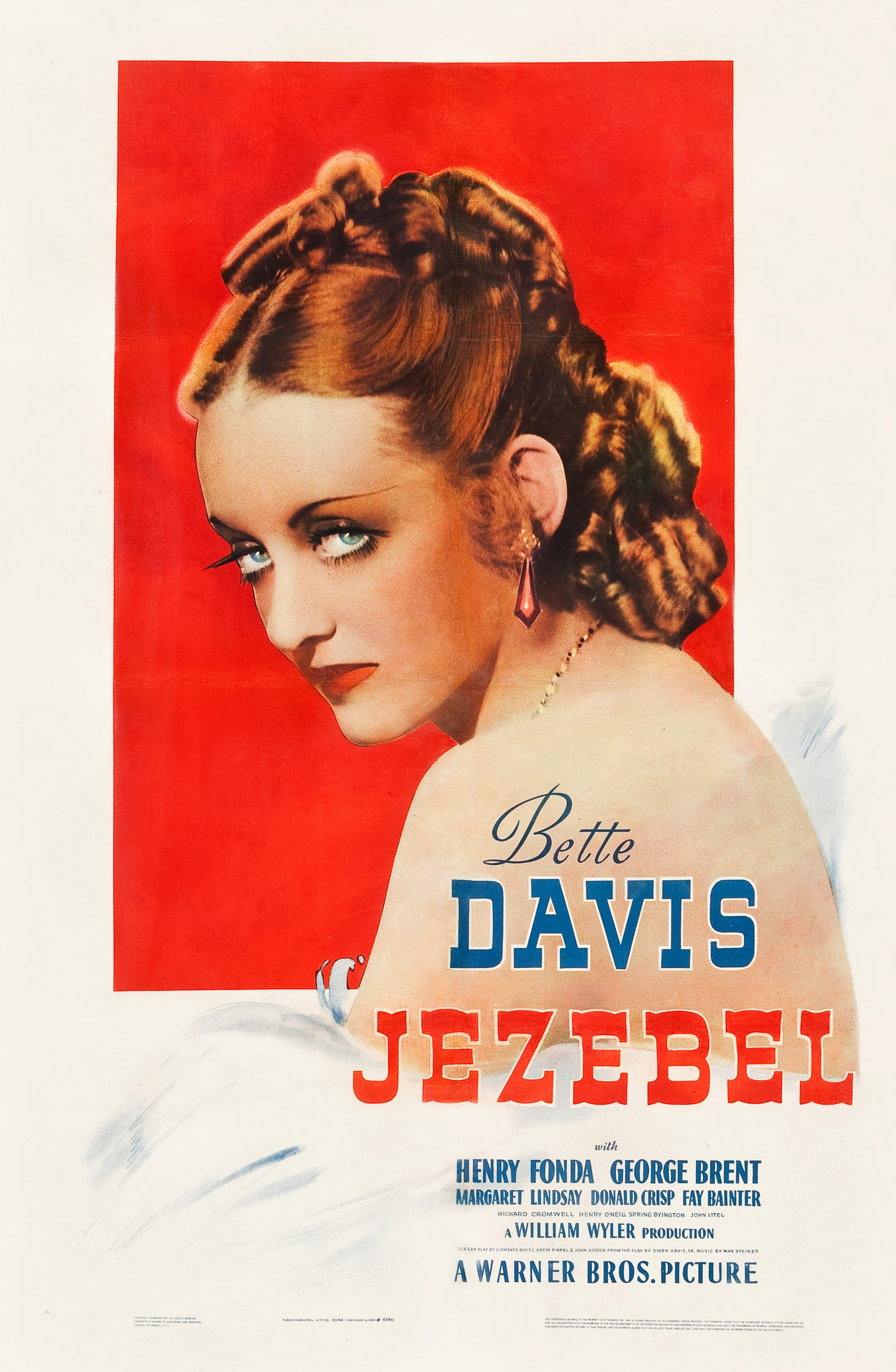
1930年代后期，主演《红衫泪痕》（圖）的戴维斯是华纳兄弟最成功的女星

1938年，她在下一部电影《红衫泪痕》中饰演一个固执、非常以自我为中心的女孩。在影片《红衫泪痕》拍摄期间，戴维斯和导演威廉·惠勒开始交往，后来她形容惠勒是“我生命中的爱人”，并形容影片的制作期间是“我一生中最快乐的时光”。影片获得了成功，并为她带來第二座奥斯卡奖杯。舆论认为戴维斯很适合《乱世佳人》主角郝思嘉，两个角色有点类似。戴维斯也表达了自己希望饰演郝思嘉的愿望。大卫·O·塞尔兹尼克挑选角色的时候，一次电台的民意调查认为戴维斯是最佳人选。华纳兄弟向塞尔兹尼克提出让旗下的贝蒂·戴维斯、埃尔罗·弗林和奥丽维亚·德哈维兰三人联袂出演影片《乱世佳人》的主角来换取发行权。可是塞尔兹尼克认为戴维斯并不适合这个角色，并拒绝了华纳的建议。
《红衫泪痕》是戴维斯最成功的阶段的开始，在接下的几年里她连续入选年度“十大票房巨星”。和戴维斯的成功相反，她的丈夫哈蒙·纳尔逊一无所成，两人的关系破裂。1938年，纳尔逊得到了戴维斯和霍华德·休斯偷情的证据，随即提出离婚。
1939年，戴维斯在《卿何薄命》摄制期间状态起伏不定，直到制片人哈尔·B·沃利斯鼓励她抛开疑虑，专注表演。该片是当年票房最高的影片之一，并为戴维斯获得奥斯卡提名。后来，戴维斯自认为该片是她表演最成功的影片。

1939年，她还相继出演另外三部票房热门电影：和米里亚姆·霍普金斯合作影片《老处女》（The Old Maid）、和保罗·穆尼合作影片《锦绣山河》（Juarez）、和埃尔罗·弗林合作影片《江山美人》（The Private Lives of Elizabeth and Essex）。其中《江山美人》是她的第一部彩色电影，也是在她巅峰期间为数不多的彩色影片之一。为了饰演伊丽莎白一世，戴维斯剃去了眉毛并提高了发际线。影片拍摄期间，查尔斯·劳顿前来拜访她，她说她需要勇气来饰演一个60岁的老人，劳顿回答：
|  | 永远不要害怕挑战自己。这是你提高演技的唯一方式。你必须不断尝试去做你认为不可能做到的事情，否则你就停滞不前。 |

很多年后，戴维斯回忆起当时的情景，认为劳顿的意见影响了她一生。
那段时期，戴维斯是华纳兄弟最賺錢的明星，被称为“华纳兄弟第四人”（The Fourth Warner Brother），她扮演了公司大部分重要电影的女主角。她的镜头被更加精心地处理，她继续饰演具有个性的角色，在银幕上经常出现强调她与众不同的眼睛的特写镜头。1940年拍摄的《卿何遵命》（All This, and Heaven Too）是戴维斯当时票房最高的影片，而影片《香笺泪》（The Letter）被《好莱坞报道者》评为当年最佳影片，戴维斯成功饰演了一个杀人犯。这段时期，她和演员乔治·布伦特交往，布伦特向她求婚，遭到拒绝。后来她遇到了一个新西兰商人阿瑟·法恩斯沃思，两人于1940年12月结婚。
1941年1月，戴维斯成为美国电影艺术与科学学会第一位女性主席。由于欧洲战争的爆发，戴维斯建议将奥斯卡典礼从宴会厅移到剧院，通过门票收入为英国战争救援会筹款。她同时倡议龙套演员不应该有投票的权利。由于争议太多，戴维斯辞去了主席的职务。她的继任，吉恩·赫肖尔特，则将她的倡议变成现实。

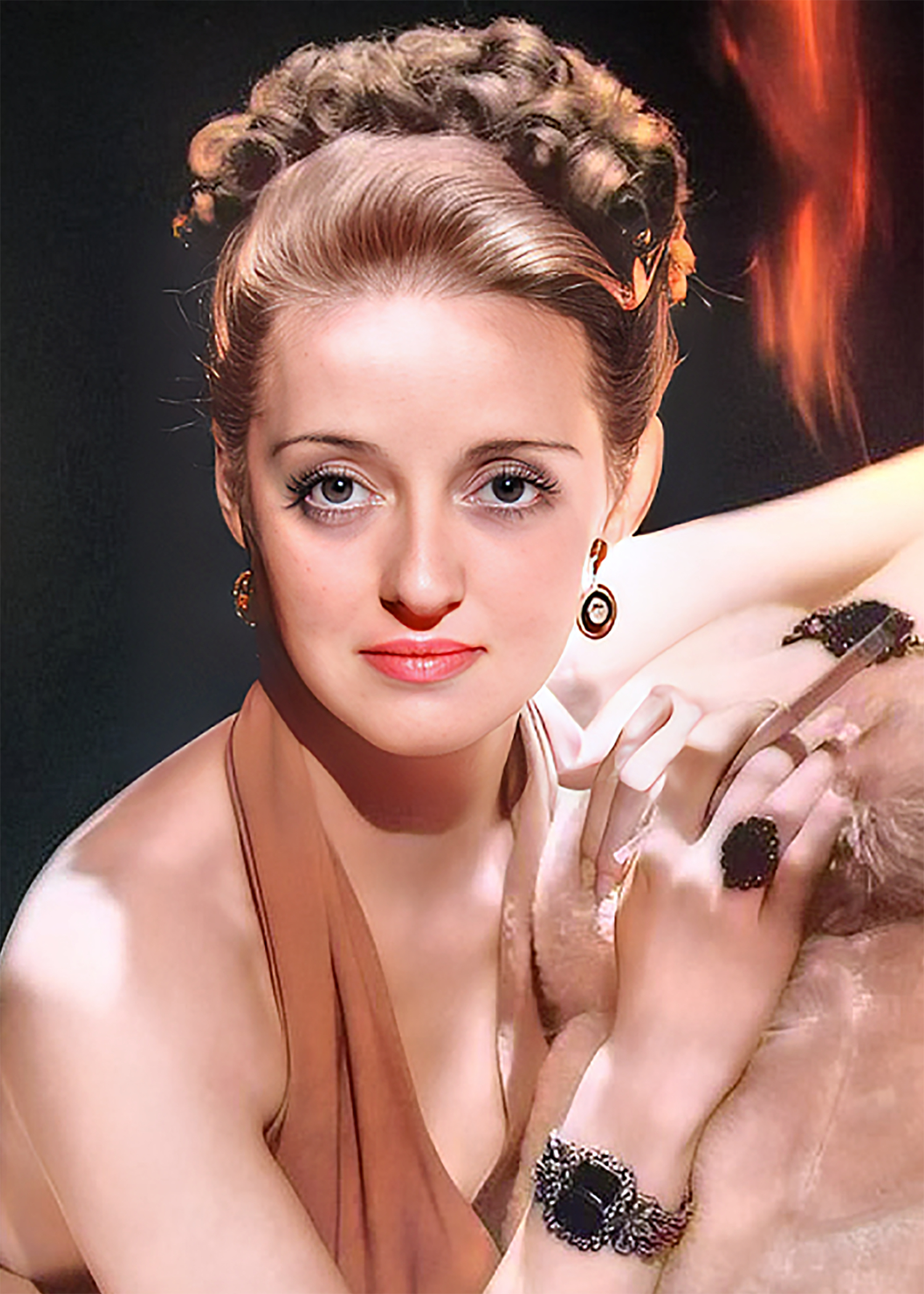
戴维斯特别的眼睛有着迷人的效果（手工著色相片）

1941年，戴维斯出演根据丽莲·海尔曼小说改编的《小狐狸》（The Little Foxes)，该片导演为威廉·惠勒，两人因角色的不同理解而发生分歧。塔卢拉赫·班克海德曾经在舞台上演过同一角色，而戴维斯不希望重复别人的表演，但是惠勒认为班克海德对角色的诠释更加到位。虽然后来该片为戴维斯获得了另一项奥斯卡最佳女主角的提名，但是之后她再也没有和惠勒合作。

## 战争和好莱坞餐厅
1942年初，在日本袭击珍珠港后不久，戴维斯花了几个月时间巡迴美国，销售战争债券。她的观众反响剧烈，纷纷解囊，曾经在两天内销售出两百万美元的债券，和她出演《红衫泪痕》片酬相当。
当约翰·加菲提议在好莱坞建立一个俱乐部的时候，戴维斯积极响应。在华纳、加里·格兰特和朱尔·史泰恩的协助下，他们将一家旧的夜总会改成好莱坞餐厅，并于1942年10月3日对外营业。好莱坞大部分当红明星都成为餐厅的志愿者，为那些即将上前线的士兵表演。戴维斯承诺每个晚上都有一些重量级的明星出现在餐厅。1944年，她出演电影《影城樂府》（Hollywood Canteen）。餐厅一直运营直到第二次世界大战结束。戴维斯后来这样评价自己，“我一生中没有多少成就值得自豪，好莱坞餐厅是其中一件。”1980年，她因好莱坞餐厅而获得美国国防部颁发的最高市民奖章－卓越市民服务奖章。
1942年，戴维斯最初对电影《扬帆》兴趣不大，直到哈尔·B·沃利斯告诉她女性观众需要传奇式的角色，使她们忘记现实生活中的痛苦。这个角色后来也成为戴维斯经典角色之一。在片中，她扮演寒酸的、压抑的老处女夏洛特·维尔，不得不满足她作威作福的母亲的要求，接受精神病治疗。后来她变得既漂亮又自信。香烟，是戴维斯在片中经常使用的道具，后来经常被别的演员效仿。尽管影片的叙事方式有点问题，但是电影评论员高度褒扬了戴维斯的表演。
1940年代早期，戴维斯的好几部电影都和战争相关：1943年在影片《守卫莱茵河》（Watch on the Rhine）中，戴维斯扮演了一个相对抑制的角色，是地下反纳粹运动的领袖的妻子；同年拍摄的电影《星光燦爛》（Thank Your Lucky Stars）中，戴维斯出演一个快乐的全明星音乐团体的一份子，片中所有主演的收入都捐献给好莱坞餐厅。戴维斯还演唱了片中的主题曲，在影片上映后成为热门唱片。

## 个人生活和职业生涯的挫折
1943年8月，戴维斯的丈夫阿瑟·法恩斯沃思，在好莱坞的一条街上散步的时候倒下，两天后死亡。尸体解剖表明他死亡是由两周前的头骨破裂引起的。戴维斯因此接受了审讯，表明自己对此一无所知。最后的结论是“意外死亡”。她精神崩溃，决定退出她的下一步电影《史格芬顿先生》的拍摄。制片人杰克·华纳，在法恩斯沃思死亡后暂停了影片的拍摄，并鼓励她继续出演。
虽然戴维斯在以前的电影摄制过程中传出坦率甚至固执己见的名声，但是在《史格芬顿先生》拍摄期间她的表现很古怪，不像她的个性。她疏远导演，并拒绝出演一些场景，还坚持必须重新设计一些布景。她总是临时修改台词，这使和她合作的演员非常困惑。她还要求编剧根据她一时的想法重写剧本，使编剧发怒。后来戴维斯解释了自己反常的行为，“当我最不开心的时候，最好还是发泄出来而不是啜泣。”一些评论家认为戴维斯表现过分，詹姆士·艾吉认为她表现出自私的一面。尽管如此，戴维斯还是因《史格芬顿先生》而获得另一项奥斯卡提名。
1945年，她和艺术家威廉·格兰特·谢里结婚，之前谢里从来没有听说过她，婚后收入、地位的差距导致两人关系紧张，发生争吵。
1945年，戴维斯在电影《锦绣前程》（The Corn is Green）中饰演一位英语教师，让一个年轻的威尔士矿工接受教育，片子回响平平。1946年电影《情海波灡》（A Stolen Life）虽然饱受批评，却是票房最高的影片之一。接下来同年电影《鵑血啼痕》（Deception）是她拍摄的第一部亏损的影片。
1947年，戴维斯的女儿芭芭拉出生，可是她和谢里的关系不斷恶化，她的影迷也逐渐减少。后来戴维斯在文章中写道她已经完全沉浸于母亲的角色并考虑退出影坛。1949年，在影片《越过森林》（Beyond the Forest）关机后，杰克·华纳在戴维斯的要求下，中止了和她的合约。这部影片的评论很尖锐，每周新闻认为“毫无疑问，这是戴维斯遇到的最糟糕的角色之一”，桃乐茜·曼纳斯为《落山矶检视报》撰文评论影片中戴维斯的表演过度，为她辉煌的银幕生涯画上了不完美的句号。赫达·霍珀则认为如果贝蒂不想结束自己的演艺生涯，她应该选择更合适的影片。影片上映，票房惨败。

## 自由职业生涯开始

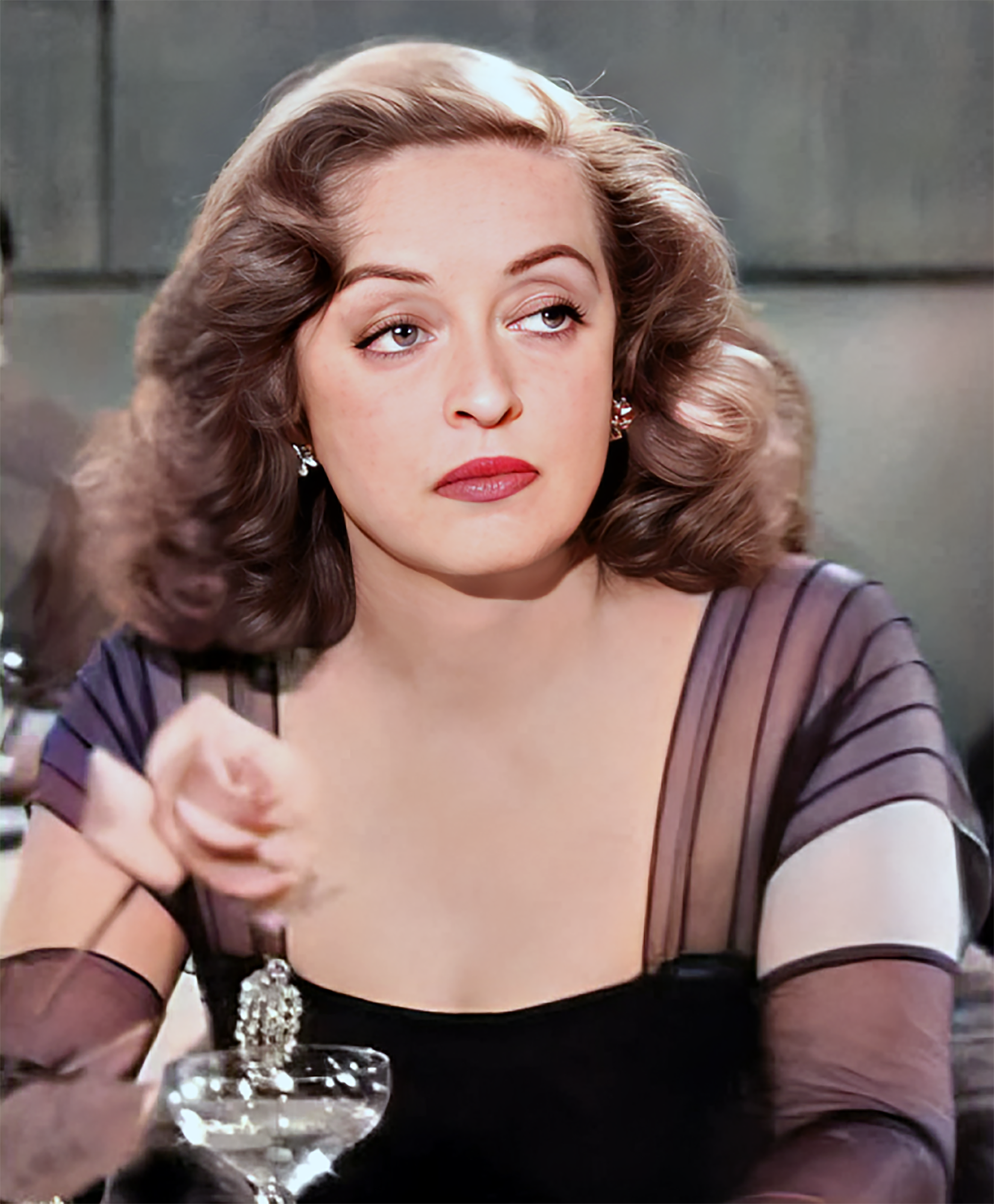
戴维斯在影片《彗星美人》里的演出（手工著色相片）

1949年，戴维斯和谢里分居，好莱坞的专栏记者认为她的演艺生涯走到了尽头。影片《彗星美人》（All About Eve）原定的主角克劳黛·考尔白背部不幸受伤，为此二十世紀福斯影片公司推迟了摄制工作两个月，等待科尔伯特康复。但是两个月后科尔伯特仍然无法参加影片的拍摄，戴维斯接替她饰演迷人成熟的马戈·钱宁。戴维斯认为影片的台词是“我读过的最好的”，并且在拍摄过程中，她和联合主演安妮·巴克斯特结下了深刻的友谊，并和她一生中最重要的男人加里·梅里尔传出恋情。该片导演约瑟夫·曼凯维奇评价道，“贝蒂非常棒。她是所有导演的梦想：充分准备好的演员。”
评论家盛赞戴维斯在《彗星美人》中的表演，片中她的一些台词广为流传，如“繫好你的安全带，前面是崎岖不平的黑夜”。她因此片再度获得奥斯卡提名，被吉恩·林戈尔德评价为“空前出色的表演”。评论家保林·凯尔一向对曼凯维奇导演的影片评价很低，却稱讚戴维斯，“事实是一个演员挽救了这部影片：贝蒂·戴维斯以她最佳的状态使整部空洞的影片生动起来。”
戴维斯凭《彗星美人》获得了戛纳电影节最佳女演员奖、纽约影评人协会最佳女演员奖、旧金山影评人协会最佳女演员奖，而去年她因《越过森林》获得了最差女演员奖。她还获邀在好莱坞大道中国大剧院前留下手印。
1950年7月3日，戴维斯和谢里的婚姻画上了句号。7月28日，她和加里·梅里尔走入婚姻殿堂。在谢里的同意下，女儿芭芭拉由梅里尔抚养。1950年，戴维斯和梅里尔收养了一个女婴，取名玛戈。全家去英格兰旅行，夫妻两人在那里联袂主演电影《狼虎年华》（Another Man's Poison），该片在市场上反应冷淡，票房失利，评论界认为戴维斯的状态开始下滑。1952年，尽管戴维斯凭借电影《昨日星尘》再获奥斯卡提名，对于她的置疑声也没有停止。
1952年，戴维斯和梅里尔收养了男孩迈克尔，并再次出现在百老汇的舞台。但是戴维斯很不适应百老汇的舞台，她从来不是音乐剧的好演员，而她相关剧院演出经验还要追述到20年前。这一年她病得很重，被诊断为骨髓炎。戴维斯和梅里尔关系也开始恶化，经常争吵。
1950年代，戴维斯的电影作品只有少数获得成功，其余大部分饱受批评。伦敦评论家理查德·温宁格刻薄地认为，“只有糟糕的电影才适合戴维斯小姐。” 而她的婚姻生活也是一团糟糕，1960年她再度离婚。次年，她母亲去世。

## 再获成功

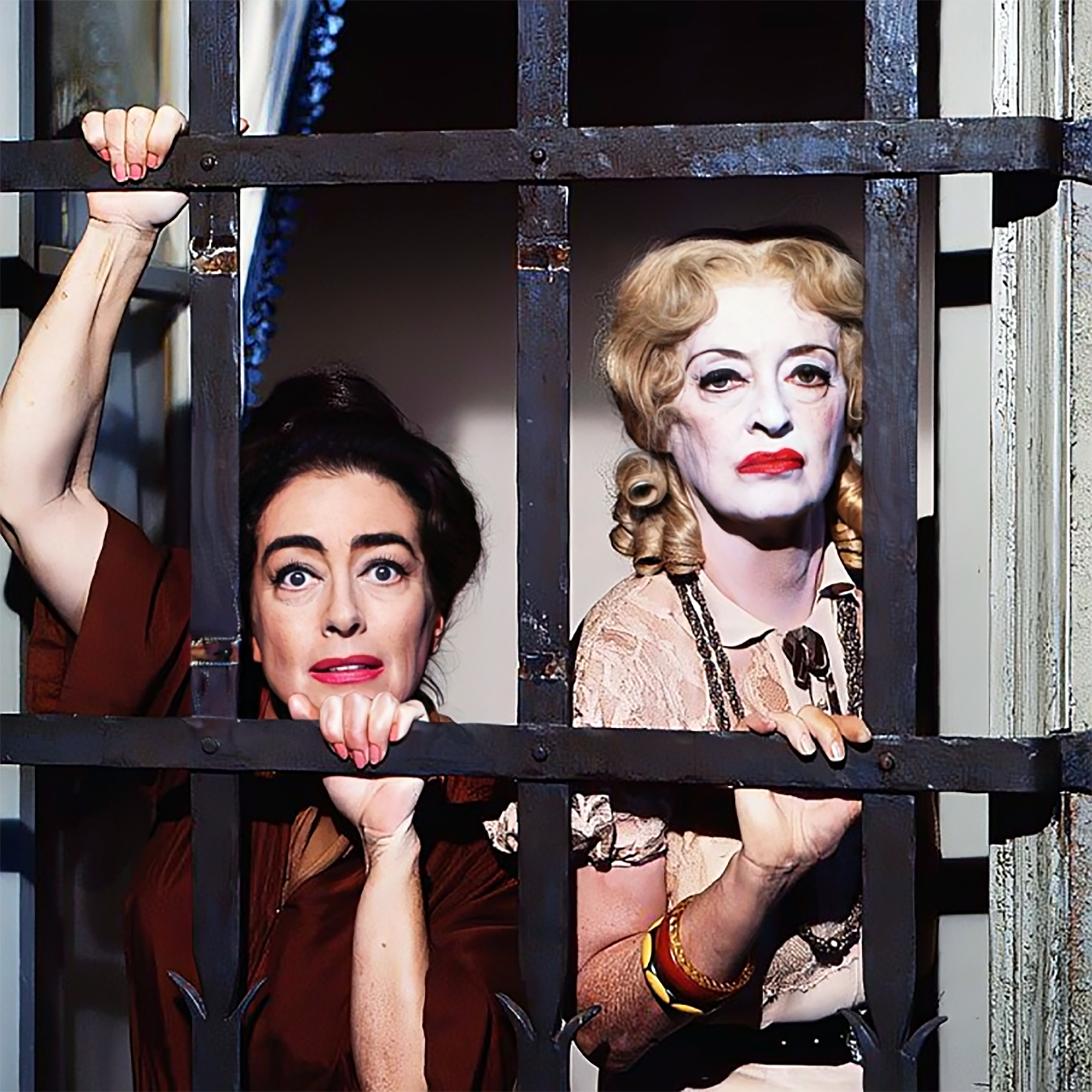
琼·克劳馥（左）與戴维斯（右）合演《姐妹情仇》之劇照

1962年，戴维斯出演百老汇戏剧《巫山风雨夜》（The Night of the Iguana），反响平平。四个月后，由于咳嗽离开了该剧的演出。随后，她和格伦·福特、安·玛格丽特一起出演弗兰克·卡普拉执导的影片《锦囊妙计》（A Pocketful of Miracles）。她的下一个角色是恐怖电影《姐妹情仇》，在读了剧本之后，戴维斯就相信这部影片将和1960年阿尔弗雷德·希区柯克执导的《惊魂记》（Psycho）一样获得成功。她协商除了片酬以外，还要影片10%的分红。该片成为当年最轰动的影片之一。
影片中，戴维斯和琼·克劳馥饰演曾经是演员的姐妹俩，由于经济压力住在一幢破旧的好莱坞公寓。导演罗伯特·奥尔德里奇说，戴维斯和克劳馥都知道这部影片对她们各自的演艺生涯极为重要，“可以说她们两人在心里互相敌视，但是表面上表现得十分友好。”影片拍摄结束后，两人对外宣称不再来往，后来戴维斯因此片再度获得奥斯卡提名，克劳馥公开表示反对。戴维斯还因在此片中的表演获得英国电影学院奖提名。
戴维斯的女儿芭芭拉也在《姐妹情仇》中出演了一个小角色，当她和戴维斯一起出席戛纳电影节时与七艺公司的老板杰瑞米·海曼相识。经短时期的追求，海曼便赢得了她的芳心。在戴维斯的同意下，年仅16岁的芭芭拉嫁给了海曼。
接下来的几年，戴维斯的演艺事业佳作不断。1964年，戴维斯出演经典恐怖影片《孽扣》（Dead Ringer），一人分饰双胞胎姐妹。同年，她还出演根据哈罗德·罗宾斯小说改编的爱情电影《斷腸人對奈何天》（Where Love Has Gone），在片中扮演苏珊·海华德的母亲。该片拍摄期间，戴维斯和海华德口角不断。《最毒妇人心》（Hush... Hush, Sweet Charlotte）是戴维斯和导演罗伯特·奥尔德里奇继《姐妹情仇》后的再次合作。奥尔德里奇本来希望戴维斯和克劳馥再度联手，但是克劳馥在影片开拍不久宣称生病退出，奥丽维亚·德哈维兰则接替了她的角色。影片还汇集了约瑟夫·科顿、玛丽·阿斯特和阿格尼丝·穆尔黑德等老牌明星，获得成功。
60年代末期，戴维斯还出演了英国电影《危巢驚鳳》（The Nanny）和《周年纪念》（The Anniversary）。之后，她的事业再度停滞。

## 后期生涯

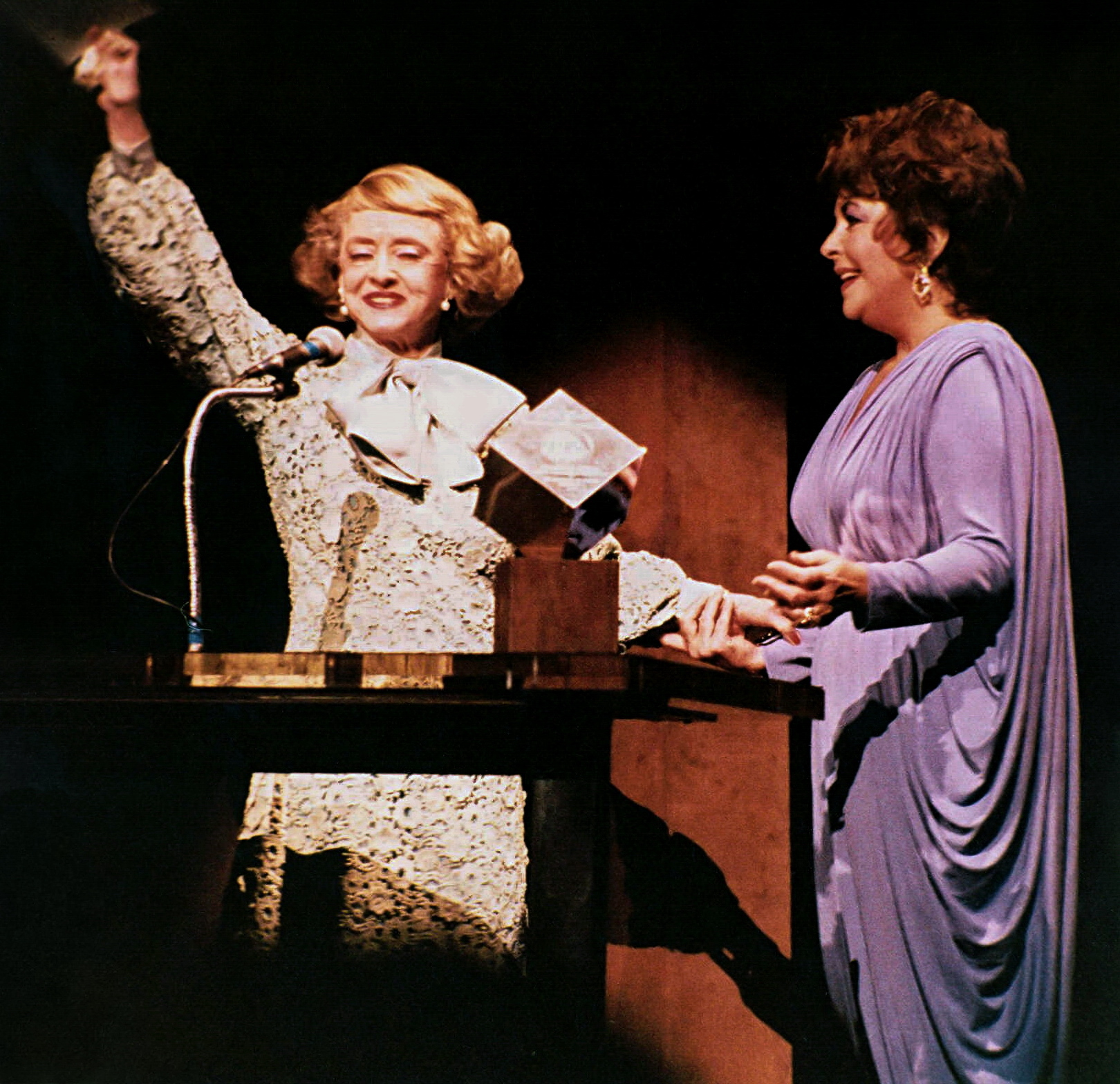
1981年，戴维斯和伊丽莎白·泰勒在一场庆祝泰勒成就的晚会上

1970年代早期，戴维斯受邀参加“美国电影伟大的女性”活动。活动持续了五个晚上，每天晚上一位不同的女影星向观众介绍自己的生平并回答提问，参加活动的另四位明星是茂娜·罗埃、罗莎琳·拉塞尔、拉娜·特纳和琼·克劳馥。接着，戴维斯受邀前往澳大利亚参加一个类似的活动“银幕上下的贝蒂·戴维斯”，随后她又出访了英国。
之后她出演了《锦绣前程》的音乐剧版，被批评得一文不值，她退出了演出。1976年，她在一些影片中扮演配角，但是和主角发生磨擦，她认为主角的演技太差，并限制了自己的发挥。
1977年，戴维斯成为第一位获得美国电影学会颁发的AFI终身成就奖的女演员。威廉·惠勒、珍·芳達、亨利·方达、纳塔利·伍德和奥丽维亚·德哈维兰都向她表示祝贺，德哈维兰还开玩笑说戴维斯“总是能得到那些我期待的角色”。
颁奖典礼的电视播出之后，她片约不断。她相继出演了电视系列剧和电影《尼罗河上的惨案》（Death on the Nile）之后，她的工作以电视节目为主。1977年，她和吉娜·罗兰兹一起主演《陌生人:母女的故事》（Strangers: The Story of a Mother and Daughter），并获得艾美奖。之后，又因《白妈妈》（White Mama）和获得两次提名。她还参加了迪士尼制作的两部影片：《來無影去無蹤》(Return from Witch Mountain）和《时光倒流三十年》（The Watcher in the Woods），在其中扮演配角。
当金·康妮丝的歌曲《贝蒂戴维丝之眼》（Bette Davis Eyes）成为美国热门金曲时，戴维斯的名字为年轻的观众所熟悉。戴维斯的孙子很惊讶她成为流行歌曲的主题。戴维斯向康妮丝和歌曲作者表示感谢，并接受了康妮丝送给她的礼物-金唱片和白金唱片，将它们挂在自己家的墙上。
她继续参加电视节目的演出，1981年和孙子一起出演《小鎮風雲》（Family Reunion）。1982年和詹姆斯·斯图尔特一起出演了《献给西米诺的音乐》（A Piano for Mrs. Cimino），之后1983年两人再度合作《了斷》（Right of Way）。

## 疾病、背叛和逝世
1983年，戴维斯被诊断患上乳腺癌，接受了乳房切除手术。手术2周内，她接连四次中风，导致右脸和左臂瘫痪，说话也变得含糊不清。她在私人助手凯瑟琳·瑟马克的帮助下，开始长时间的物理治疗，有所好转。
在这个时期，她的女儿芭芭拉成为再生基督徒，并试图说服她。戴维斯病情稳定后，前往英国拍摄根據阿加莎·克里斯蒂推理小说《鏡子兇殺案》（Murder with Mirrors）所改編的同名電影。在戴维斯返回美国后，她听说芭芭拉出版了一本关于她的传记《我的母亲的老板》（My Mother's Keeper），在书中披露母女难以相处，以及戴维斯专横，酗酒的行为。
很多戴维斯的朋友发表言论说芭芭拉的作品中描绘的并不是事实，其中有一人说，“书中很多内容脱离实际。”迈克·华莱士曾在几年前采访芭芭拉，当时芭芭拉评论戴维斯是一个很好的母亲，她借鉴了很多戴维斯的方法来教育自己的孩子。批评家指出戴维斯在经济上支持了海曼一家很多年，最近还帮助他们免于陷入失去房屋的困境。尽管加里·梅里尔已经和戴维斯离婚多年，也站出来支持戴维斯。在接受CNN采访时，梅里尔批评芭芭拉“残忍并贪婪”。戴维斯的养子迈克尔也和芭芭拉断绝了关系，并拒绝与她交谈。戴维斯随后剥夺了芭芭拉的继承权。
在她的第二本回忆录《This 'N That》中，戴维斯写道，“至今我依然无法接受我的孩子在我的背后批评我的事实。”
1986年，戴维斯参加了电视电影《炎夏天逝去》（As Summers Die）的摄制，1987年出演《八月之鯨》（The Whales of August），在片中扮演一个莉莲·吉许双目失明的姐姐。影片好评如潮。1989年，她参加了她的最后一部电影《邪恶的继母》（Wicked Stepmother）的拍摄，该片由拉里·科恩导演。这个时期，她的身体健康情况下滑，在科恩的建议下，她退出了影片的制作。剧本也因此作出调整，增加了芭芭拉·卡雷拉的戏份，影片在戴维斯逝世后发行。
在退出《邪恶的继母》后，戴维斯参加了几次电视访谈节目。强尼·卡森、拉里·金和大卫·莱特曼都相继采访了她，戴维斯在节目中畅谈了自己的人生之路，但是拒绝谈论她的女儿。戴维斯的节目很受欢迎，且大眾似乎很乐意看到她的坏脾气。林赛·安德森评论道，“我不喜欢这个，她总是被鼓励表现得暴躁一点。我常常听到她被描绘成好争吵的样子。”
1987年到1989年期间，戴维斯获得了几项大奖，包括肯尼迪中心荣誉奖、法国荣誉军团勋章和林肯中心电影协会终生成就奖。1989年，她在出席美国电影院奖活动的时候晕倒，经过检查发现癌症复发。恢复之后她出席了在西班牙举行的圣塞瓦斯提安国际电影节，期间健康状况急剧恶化。由于她的体力已经不能支撑她返回美国，戴维斯只得前往法国接受治疗。1989年10月6日，戴维斯在塞纳河畔纳伊的一家美国医院病逝。
戴维斯被安葬在洛杉矶森林纪念公园，与她母亲和姐姐在一起。在她的墓碑上刻着，“She did it the hard way”。这是她回忆录《This 'N That》中自己选择的墓志銘，也是她与约瑟夫·曼凯维奇合作完成《彗星美人》后，曼凯维奇提议的。
1997年，她的遗产继承人，儿子迈克尔·谢里和助手凯瑟琳·瑟马克成立了以她名字命名的“贝蒂·戴维斯基金会”。

## 评价
1964年，杰克·沃纳评价戴维斯：“这个有时有点乏味且不漂亮的小女孩神奇地变成了个伟大的艺术家”。在1988年的一次采访中，戴维斯引用了沃纳的评论，表示自己和其他同时代的演员不同，她的成功并不是来自美貌。她承认在早期电影的拍摄过程中，她被吓坏了，因此她必须强硬起来保护自己。在《彗星美人》拍摄期间，导演约瑟夫·曼凯维奇告诉她好莱坞认为她难以相处时，她解释道，当观众在银幕上看到我的时候，他们不会想到我的演出是无数人在幕后工作的结果。
当赞美戴维斯的表演时，有时候人们用嘲笑的语气评论她和她的电影。波林·凯尔形容《扬帆》为“引起震惊的经典之作”。1940年代中期，她别具一格的矫揉造作的表演经常成为漫画的对象。《洛杉矶时报》的评论员埃德温·沙勒特如此表扬戴维斯在电影《史格芬顿先生》中的表现，“滑稽剧演员能比猴子模仿得更像戴维斯小姐。”《时代杂志》在评价《孽扣》时认为即使戴维斯的演技受到批评，但她的表演还是值得一看，“她的表演，通常不是真正的表演，她老爱炫耀卖弄自己。不过试着去看看！”
戴维斯曾被一个男同性恋者跟踪，她还经常是男扮女装的演员如查尔斯·皮尔斯等人模仿的对象。专栏作家吉姆·埃默森如此分析戴维斯受同性恋欢迎的原因，“她成为同性恋者名义上的领袖是因为她情节剧似的表演风格不能永远流行吗？还是因为她经历了那么多痛苦，比生命还伟大？可能两者皆有。”
很多女演员喜欢扮演有同情心的角色，而戴维斯对角色的选择不依惯例，可以胜任杀手，性格变态等多种角色。她希望角色真实而不是追求亮丽，愿意为角色改变自己的容貌。克劳黛·考尔白认为戴维斯是第一个扮演角色年龄大于实际年龄的女演员。因此在她年老的时候，可以轻而易举地扮演老年角色。
当戴维斯老年的时候，她的成就为世人所肯定。曾经在1970年代早期策划过她的巡回演讲的约翰·施普林格如此评价：和同时代的演员相比，戴维斯是三十年代和四十年代的真正的明星。她扮演的角色形象多变，即使作品本身很平庸，她仍然可以演出自己的风格。电视节目主持人比尔·科林斯在1987年分析电影《香笺泪》的时候，称赞戴维斯的表演“才华横溢，不可思议”，并写道，“贝蒂·戴维斯使莱斯利·克罗斯比成为银幕上最非凡的女性之一。”2000年在回顾影片《彗星美人》时，罗杰·埃伯特说，“戴维斯是一种伟大的风格的代表，即使她表演过度，也是逼真的。”
在她逝世的几个月前，戴维斯成为《生活杂志》的封面人物。在回顾1939年的电影和明星的文章里，《生活杂志》认为戴维斯是那个时代最出色的演员，而《卿何薄命》是当年最重要的影片之一。她逝世的消息成为全球很多报纸的头条新闻，并评价为“好莱坞黄金时代一个重要的章节合上了”。安杰拉·兰斯伯里在她的葬礼上代表好莱坞协会发言：“她是一位真正的大师，是20世纪的一个传奇。她的一生经历将鼓舞那些立志成为演员的后人。”
1999年，美国电影学会颁布了AFI百年百大明星，从500名20世纪的电影明星中评选出50名最伟大明星，以吸引公众对经典影片的注意力。在评选出的25位女演员中，戴维斯名列第二位，位于凯瑟琳·赫本之后。

## 电影作品

### 電影
| 年份   | 片名                   | 角色                                             |  |
| 1931年 | 濫情妹妹               | Laura Madison (film debut)                       |  |
| 1931年 | 負心郎                 | Margaret Carter                                  |  |
| 1931年 | 魂断蓝桥               | Janet Cronin                                     |  |
| 1931年 | 義護孤雛               | Mary Lucy                                        |  |
| 1932年 | 危机                   | Peggy Lowell                                     |  |
| 1932年 | 地獄之家               | Peggy Gardner                                    |  |
| 1932年 | 扮演上帝的男人         | Grace Blair                                      |  |
| 1932年 | 这么大!                | Miss Dallas O'Mara                               |  |
| 1932年 | 有钱人永远和我们在一起 | Malbro                                           |  |
| 1932年 | 黑马                   | Kay Russell                                      |  |
| 1932年 | 棉园农歌               | Madge Norwood                                    |  |
| 1932年 | 三对佳偶               | Ruth Wescott                                     |  |
| 1932年 | 牢獄二萬年             | Fay Wilson                                       |  |
| 1933年 | 指日可待               | Ginger                                           |  |
| 1933年 | 跳伞员                 | Patricia "Alabama" Brent                         |  |
| 1933年 | 企業大家               | Jenny Harland (aka Jane Grey)                    |  |
| 1933年 | 孽海無邊               | Norma Roberts                                    |  |
| 1933年 | 夜合花                 | Helen Bauer                                      |  |
| 1934年 | 大勒索                 | Norma Nelson                                     |  |
| 1934年 | 雲裳艷曲               | Lynn Mason                                       |  |
| 1934年 | 假绅士                 | Miss Joan Martin                                 |  |
| 1934年 | 雾中惊魂               | Arlene Bradford                                  |  |
| 1934年 | 名士殉情记             | Mildred Rogers                                   |  |
| 1934年 | 家庭主妇               | Patricia "Pat" Berkeley                          |  |
| 1935年 | 边境小镇               | Mrs Marie Roark                                  |  |
| 1935年 | 街角姻缘               | Miriam A. Brady                                  |  |
| 1935年 | 新聞女人               | Ellen Garfield                                   |  |
| 1935年 | 特別偵探               | Julie Gardner                                    |  |
| 1935年 | 女人女人               | Joyce Heath                                      |  |
| 1936年 | 化石森林               | Gabrielle "Gabby" Maple                          |  |
| 1936年 | 購夫記                 | Daisy Appleby                                    |  |
| 1936年 | 女魔王                 | Valerie Purvis                                   |  |
| 1937年 | 艳窟泪痕               | Mary Dwight Strauber                             |  |
| 1937年 | 艳窟啼痕               | Louise "Fluff" Phillips                          |  |
| 1937年 | 为君流尽相思泪         | Mary Donnell (aka Mrs Al Haines)                 |  |
| 1937年 | 雙鳳爭鸞               | Joyce Arden                                      |  |
| 1938年 | 红衫泪痕               | Julie Marsden                                    |  |
| 1938年 | 三姐妹                 | Louise Elliott Medlin                            |  |
| 1939年 | 卿何薄命               | Judith Traherne                                  |  |
| 1939年 | 锦绣山河               | Empress Carlotta                                 |  |
| 1939年 | 老处女                 | Charlotte Lovell                                 |  |
| 1939年 | 江山美人               | Elizabeth I of England                           |  |
| 1940年 | 卿何遵命               | Henriette Deluzy-Desportes                       |  |
| 1940年 | 香笺泪                 | Leslie Crosbie                                   |  |
| 1941年 | 情慌記                 | Maggie Patterson Van Allen                       |  |
| 1941年 | 流芳百世               | Nurse                                            |  |
| 1941年 | 绑架新娘               | Joan Winfield                                    |  |
| 1941年 | 小狐狸                 | Regina Giddens                                   |  |
| 1942年 | 不速之客               | Maggie Cutler                                    |  |
| 1942年 | 慾海孤舟               | Stanley Timberlake Kingsmill                     |  |
| 1942年 | 扬帆                   | Charlotte Vale                                   |  |
| 1943年 | 守卫莱茵河             | Sara Muller                                      |  |
| 1943年 | 星光燦爛               | Herself                                          |  |
| 1943年 | 故友情深               | Kit Marlowe                                      |  |
| 1944年 | 史格芬顿先生           | Fanny Trellis                                    |  |
| 1944年 | 影城樂府               | Herself                                          |  |
| 1945年 | 锦绣前程               | Miss Lilly Moffat                                |  |
| 1946年 | 情海波灡               | Kate and Patricia Bosworth (dual role)           |  |
| 1946年 | 鵑血啼痕               | Christine Radcliffe                              |  |
| 1948年 | 慧劍斬情絲             | Susan Grieve                                     |  |
| 1948年 | 六月新娘               | Rosa Moline                                      |  |
| 1949年 | 越过森林               | Helen Bauer                                      |  |
| 1950年 | 彗星美人               | Margo Channing                                   |  |
| 1951年 | 樓東春怨               | Joyce Ramsey                                     |  |
| 1951年 | 毒妇与恶汉             | Janet Frobisher                                  |  |
| 1952年 | 情海八仙               | Bianca Carr                                      |  |
| 1952年 | 昨夜星尘               | Margaret Elliot                                  |  |
| 1955年 | 情后顽将               | Queen Elizabeth I of England                     |  |
| 1956年 | 之子于归               | Agnes Hurley                                     |  |
| 1956年 | 暴风眼                 | Alicia Hull                                      |  |
| 1959年 | 大海戰史               | Catherine the Great                              |  |
| 1959年 | 殺妻記                 | Countess De Gué                                  |  |
| 1961年 | 锦囊妙计               | Apple Annie                                      |  |
| 1962年 | 兰闺惊变               | Baby Jane Hudson                                 |  |
| 1963年 | 烦闷                   | Dino's mother                                    |  |
| 1964年 | 孽扣                   | Margaret De Lorca and Edith Phillips (dual role) |  |
| 1964年 | 斷腸人對奈何天         | Mrs Gerald Hayden                                |  |
| 1964年 | 最毒妇人心             | Charlotte Hollis                                 |  |
| 1965年 | 危巢驚鳳               | The nanny                                        |  |
| 1968年 | 周年纪念               | Mrs Taggart                                      |  |
| 1970年 | 天涯此處有知心         | Wanda Fleming                                    |  |
| 1971年 | 賊母嬌兒               | Bunny O'Hare                                     |  |
| 1972年 | 老女人的钱财           | The Millionairess                                |  |
| 1976年 | 庭院深深               | Aunt Elizabeth                                   |  |
| 1978年 | 来无影去无踪           | Letha Wedge                                      |  |
| 1978年 | 尼罗河上的惨案         | Marie Van Schuyle                                |  |
| 1980年 | 时光倒流三十年         | Mrs. Aylwood                                     |  |
| 1987年 | 八月之鯨               | Libby Strong                                     |  |
| 1989年 | 邪惡的繼母             | Miranda Pierpoint                                |  |

## 奖项
贝蒂·戴维斯是第一位得到10次奥斯卡最佳女主角提名的演员，直到现在，也只有凯瑟琳·赫本和梅麗·史翠普达到这个数字。
在一次慈善拍卖会上，斯蒂芬·斯皮尔伯格购买了贝蒂·戴维斯的两座奥斯卡奖杯，并将他们赠予美国电影艺术与科学学会收藏。
- 1935年：获奖 《女人女人》（Dangerous）
- 1938年：获奖 《紅衫淚痕》（Jezebel）
- 1939年：提名 《卿何薄命》（Dark Victory）
- 1940年：提名 《香笺泪》（The Letter）
- 1941年：提名 《小狐狸》（The Little Foxes）
- 1942年：提名 《扬帆》（Now, Voyager）
- 1944年：提名 《史格芬顿先生》（Mr. Skeffington）
- 1950年：提名 《彗星美人》（All About Eve）
- 1952年：提名 《昨日星尘》（The Star）
- 1962年：提名 《姐妹情仇》（What Ever Happened to Baby Jane?）
- 1934年：补充提名 《名士殉情记》（Of Human Bondage）

（当年贝蒂没有获得提名，引起了广泛的争议，一些有影响力的人也出來反對。后来学院表示放宽投票的对象，所有表现出色的演员都在考虑范围之内。因此很多资料认为贝蒂获得了提名，在学院的记录內則没有这项提名。
| 獎項                                | 獎項                                                           | 獎項                                    |
| ----------------------------------- | -------------------------------------------------------------- | --------------------------------------- |
| 上一届： 克劳黛·考尔白 《一夜風流》 | 奥斯卡最佳女主角 1935年 《女人女人》                           | 下一届： 露薏丝·蕾娜 《歌舞大王齐格飞》 |
| 上一届： 露薏丝·蕾娜 《大地》       | 奥斯卡最佳女主角 1938年 《紅衫淚痕》                           | 下一届： 费雯丽 《乱世佳人》            |
| 上一届： 塞缪尔·戈尔德温            | 金球奖终身成就奖 1974年                                        | 下一届： 哈尔·B·沃利斯                  |
| 上一届： 威廉·惠勒                  | AFI终身成就奖 1976年                                           | 下一届： 亨利·方达                      |
| 上一届： 梅麗·史翠普 《Holocaust》  | 艾美奖连续短剧/电视电影最佳女主角 1979年 《陌生人:母女的故事》 | 下一届： 帕蒂·杜克 《创奇者》           |

### 脚注
1. ↑  .   [2007年5月30日]. （原始内容存档于2007年10月13日）.
2. ↑  Spada, James（1993年），第20页。
3. ↑  Chandler, Charlotte（2006年），第34页。
4. ↑  Chandler, Charlotte（2006年），第38-39页。
5. ↑  Spada, James（1993年），第40页。
6. ↑  Stine, Whitney; Bette Davis（1974年），第2-3页。
7. ↑  Chandler, Charlotte（2006年），第68页。
8. ↑  Chandler, Charlotte（2006年），第67页。
9. ↑  Stine, Whitney; Bette Davis（1974年），第10页。
10. ↑  Stine, Whitney; Bette Davis（1974年），第20页。
11. ↑  Spada, James（1993年），第94-98页。
12. ↑  Spada, James（1993年），第102-107页。
13. ↑  Ringgold, Gene（1966年），第57页。
14. ↑  Chandler, Charlotte（2006年），第102页。
15. ↑  Wiley, Mason; Damien Bona（1987年），第55页。
16. ↑  Spada, James（1993年），第107页。
17. ↑  Wiley, Mason; Damien Bona（1987年），第58页。
18. ↑  Ringgold, Gene（1966年），第65页。
19. ↑  Spada, James（1993年），第124-225页。
20. ↑  Stine, Whitney; Bette Davis（1974年），第68页。
21. ↑  Spada, James（1993年），第127页。
22. ↑  Chandler, Charlotte（2006年），第121页。
23. ↑  Haver,Ronald（1980年），第243页。
24. ↑  . Quigley Publishing Company.   [2007年6月7日]. （原始内容存档于2014年12月21日）.
25. ↑  Spada, James（1993年），第144-148页。
26. ↑  Chandler, Charlotte（2006年），第131页。
27. ↑  Chandler, Charlotte（2006年），第141页。
28. ↑  Ringgold, Gene（1966年），第105页。
29. ↑  Spada, James（1993年），第191-192页。
30. ↑  Spada, James（1993年），第191-193页。
31. 1 2  .   [2007年6月2日]. （原始内容存档于2008年7月23日）.
32. ↑  Ringgold, Gene（1966年），第120页。
33. ↑  《不只是女人》，第218-225页。
34. ↑  Spada, James（1993年），第254-255页。
35. ↑  Spada, James（1993年），第241页。
36. ↑  Spada, James（1993年），第246-247页。
37. ↑  《贝蒂·戴维斯的电影》，第163页。
38. ↑  Spada, James（1993年），第285页。
39. ↑  Staggs,Sam（2000年），第80页。
40. ↑  Ringgold, Gene（1966年），第150页。
41. ↑  Kael,Pauline（1982年），第13页。
42. ↑  Spada, James（1993年），第315页。
43. ↑  Carr,Larry（1979年），第193页。
44. ↑  Spada, James（1993年），第353-355页。
45. ↑  Guiles, Fred LawrenceJoan（1995年），第186页。
46. ↑  Spada, James（1993年），第376页。
47. ↑  Chandler, Charlotte（2006年），第258-259页。
48. ↑  Spada, James（1993年），第414、416页。
49. ↑  Spada, James（1993年），第424页。
50. ↑  Davis, Bette; Michael, Herskowitz（1987年），第112页。
51. ↑  Spada, James（1993年），第451-457页。
52. ↑  Davis, Bette; Michael, Herskowitz（1987年），第10页。
53. ↑  Spada, James（1993年），第462页。
54. ↑  Spada, James（1993年），第472页。
55. ↑  .   [2007年6月3日]. （原始内容存档于2007年4月18日）.
56. 1 2  Stine, Whitney; Bette Davis（1974年），序言第ix页。
57. 1 2  Emerson, Jim. .   [2006年8月14日]. （原始内容存档于2008年5月12日）.
58. 1 2  Shipman, David（1988年），第13页。
59. ↑  Spada, James（1993年），第191-272页。
60. ↑  《5001个和电影在一起的夜晚》，第421页。
61. ↑  Ringgold, Gene（1966年），第178页。
62. ↑  .   [2007年6月4日]. （原始内容存档于2007年3月28日）.
63. ↑  Springer,John;Jack Hamilton（1978年），第81页。
64. ↑  Collins,Bill（1987年），第135页。
65. ↑  Ebert, Roger. . 2000年6月11日  [2007年6月4日]. （原始内容存档于2007年7月9日）.
66. ↑  《生活杂志》1989年春季版，《好莱坞1939年-1989年，今日之星和昔日传奇》（"Hollywood 1939 - 1989, Today's Stars Meet the Screen Legends"）
67. ↑  Spada, James（1993年），第480-481页。
68. ↑  .   [2007年6月4日]. （原始内容存档于2008年8月22日）.
69. ↑  《奥斯卡内幕：奥斯卡奖非官方历史》，第55页。